# Осада пришельцев
«Осада пришельцев» (англ. Alien Siege) — американский фантастический телефильм 2005 года производства канала Syfy Universal.

## Сюжет
Действие фильма происходит в недалёком будущем. На Землю прилетает раса внешне практически не отличающихся от людей пришельцев под названием кулку, сопротивление которым ввиду их военно-технического превосходства для людей практически не представляется возможным. Вся раса кулку поражена смертельным вирусом, единственным лекарством от которого является человеческая кровь. Для исцеления всей расы кулку требуется кровь восьми миллионов землян, и если человечество согласится с их требованиями, то они обещают не уничтожать Землю. Государства Земли соглашаются с условиями пришельцев, причём правительство США устраивает подобие лотереи, по которой люди, которым придётся умереть за пришельцев, будут выбраны случайным образом. Одной из выбранных оказывается Хизер, дочь профессора Стивена Чейза. Чейз не смиряется с этим и присоединяется к человеческому сопротивлению, действующему на оккупированной кулку Земле. Тем не менее, пришельцы всё равно забирают Хизер, и вскоре выясняется, что ввиду её генетических особенностей лишь капля её крови может вылечить одного пришельца, а вся её кровь может спасти всю расу, а также то, что кулку, когда обещали не трогать Землю после получения восьми миллионов её обитателей, отнюдь не были честны до конца…

## В ролях
| Актёры           | Роли               |
| ---------------- | ------------------ |
| Брэд Джонсон     | доктор Стивен Чейз |
| Карл Уэзерс      | генерал Скайлер    |
| Эрин Росс        | Хизер Чейз         |
| Майкл Кори Дэвис | Алекс              |
| Рэй Бейкер       | президент          |
| Юлиан Вергов     | Холланд            |
| Владимир Николов | Леон               |
| Карл Эд          | Холбрук            |
| Иван Иванов      | Доктор Бейкер      |

## Критика
В рецензии на сайте DVD Verdict сказано, что «„Осада пришельцев“ неплохой фильм и с интересными идеями, но с колебаниями интереса к нему во время просмотра. Это один из лучших фильмов Syfy Universal, но не более». В рецензии на Geeks of Doom говорится, что это «Бесстыдно урезанные V: The Final Battle и „День независимости“, и это только начало; сделанный для телевидения фильм Роберта Стадда является тщательно сделанным приятным куском научно-фантастического пирога». В рецензии на DVD Pub говорится, что «…Так что есть некоторые хорошие идеи в „Осаде пришельцев“, которые способны тронуть зрителя, но через какое-то время фильм просто превращается в разновидность „Спасти-мою-дочь-и-спасти-мир“».